# Dějiny Ostravy

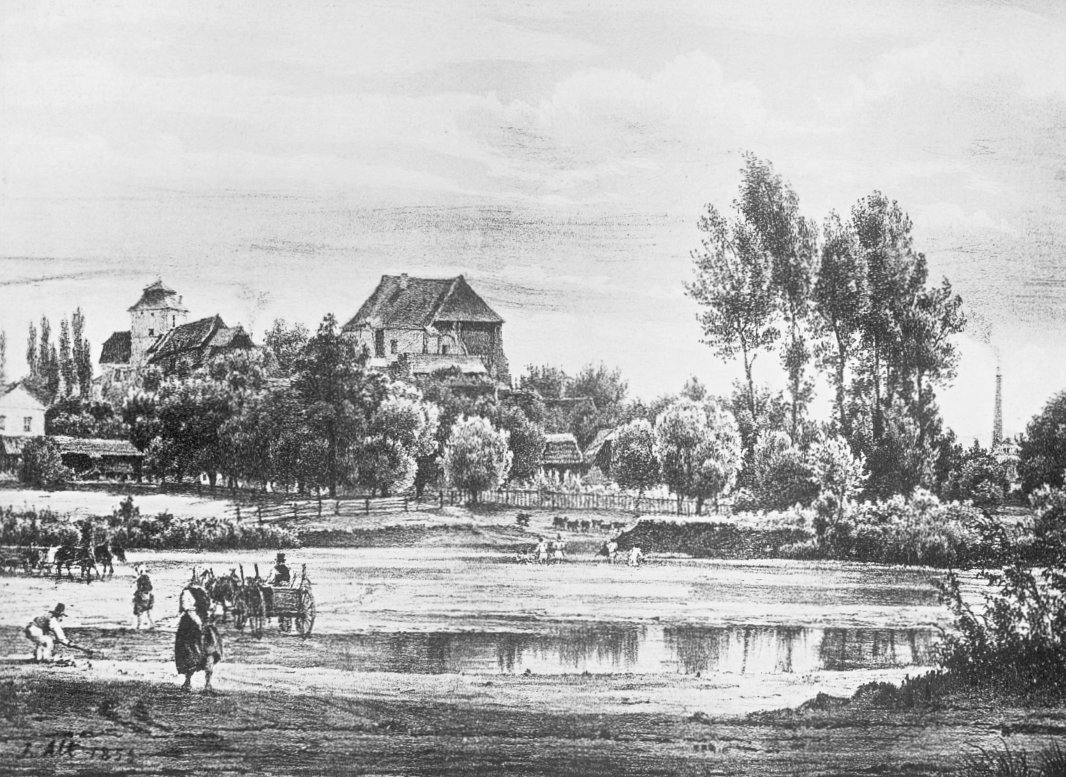
Pohled na Slezskoostravský hrad z roku 1855

Dějiny Ostravy začínají již v 8. století n. l. Ostrava patří k velmi dlouho osídleným místům na území České republiky. Na území Ostravy se nacházely tři hrady (v Moravské Ostravě, ve Slezské Ostravě a na Landeku), ale pouze slezskoostravský se zachoval až do dneška.

## Ostrava v pravěku
- asi před 30 tisíci lety: první trvalejší osídlení lovců mamutů na Landeku, použití černého uhlí jako paliva, Petřkovická venuše

## Ostrava ve středověku
- od 8. století: slovanské osídlení
- 10. století: hradiště Holasiců

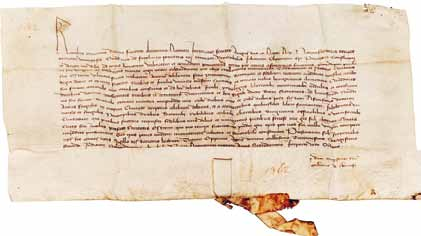
Privilegium ke konání trhu z roku 1362

- 1229: zmíněna ves (Slezská) Ostrawa v listině papeže Řehoře IX.
- 1267 (29. listopadu): zmíněna osada (Moravská) Ostrava v závěti olomouckého biskupa Bruna (1245–1281)
- před 1279: povýšení Moravské Ostravy na město, první písemné doklady o kostele svatého Václava
- 1279: setkání pražského biskupa Tobiáše a olomouckého biskupa Bruna v biskupském městě Moravské Ostravě
- 1297: poprvé se písemně připomíná slezskoostravský knížecí hrad
- 1362 (17. května): Karel IV. udělil právo konání výročního trhu
- 1371–1376: vybudování městských hradeb
- 1428: město obsadili husité
- 1437–1848: město součástí hukvaldského panství
- 1539 (24. února): první písemné doklady o Staré radnici

## Ostrava za vlády Habsburků

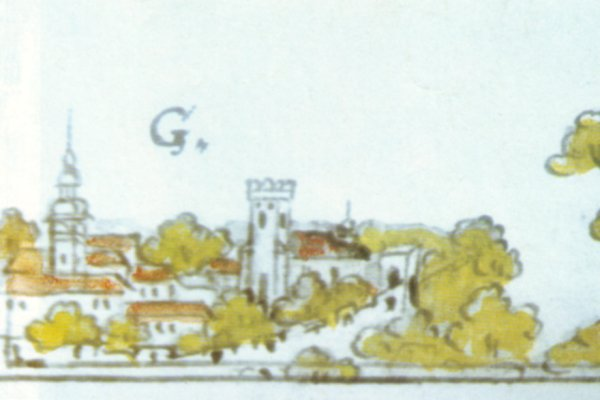
Pohled na Ostravu z roku 1699

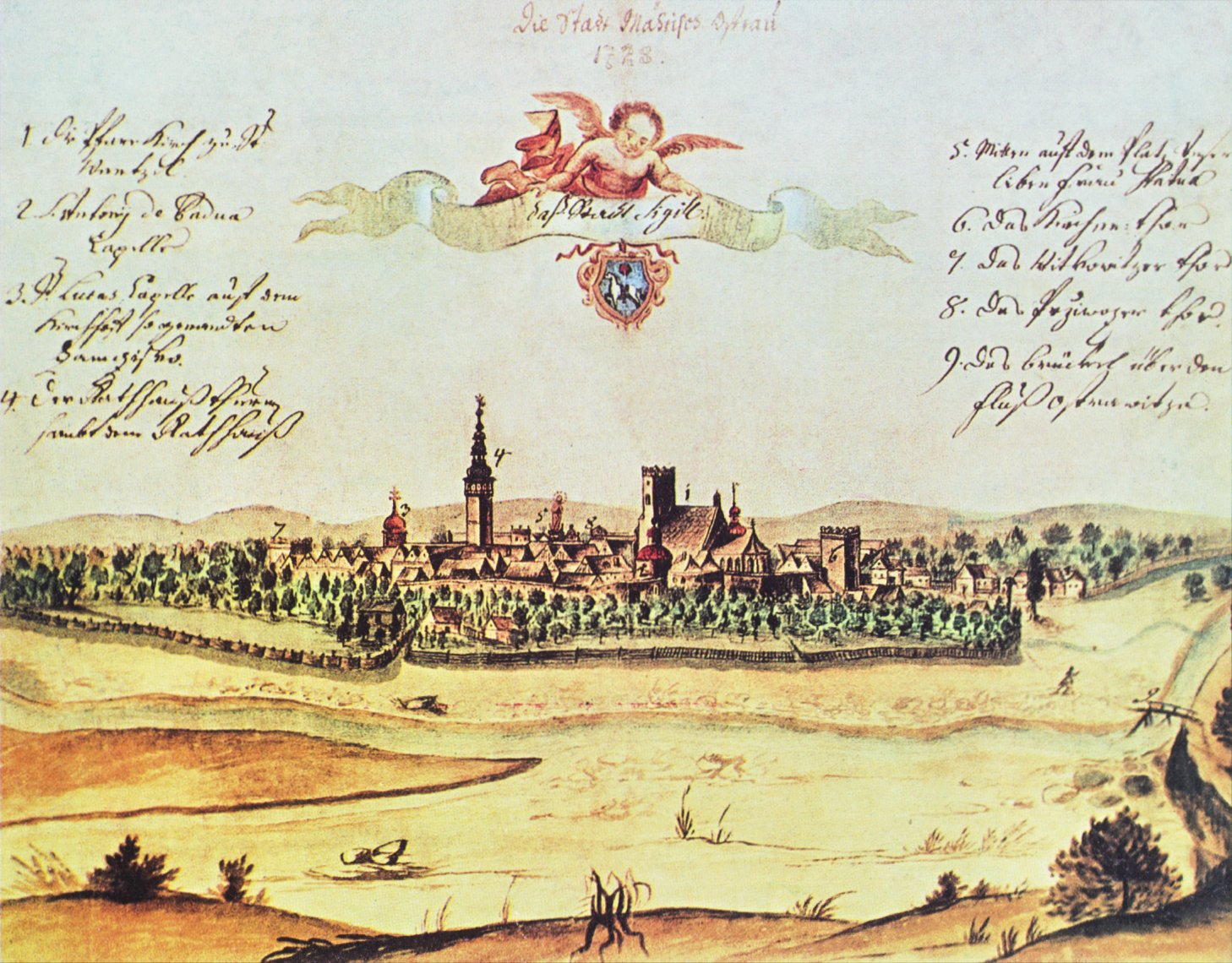
Pohled na Ostravu z roku 1728

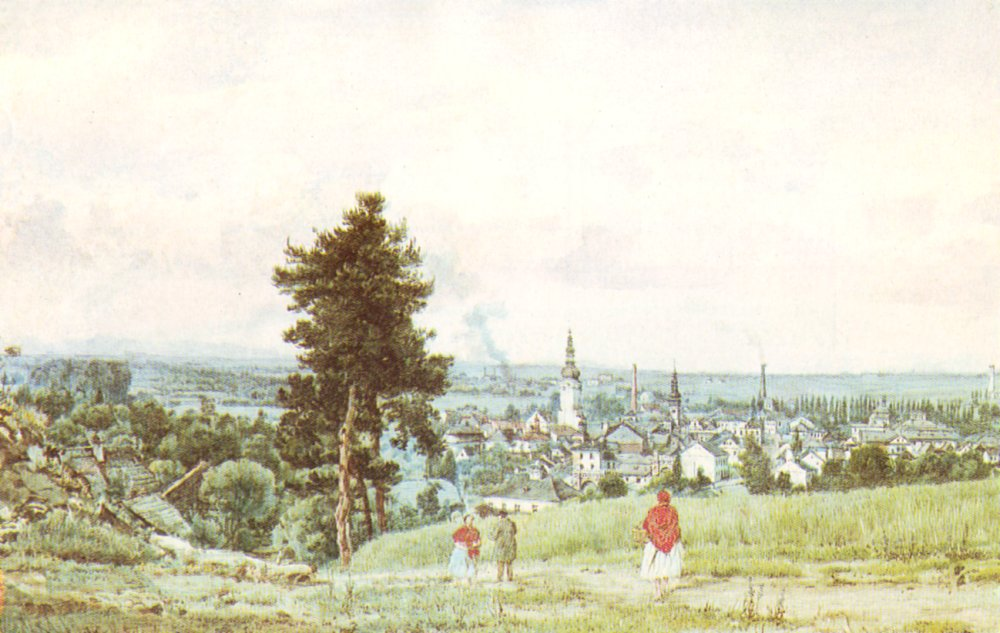
Pohled na Ostravu z roku 1855

V 2. polovině 19. století dochází k rozvoji průmyslu, Slezská Ostrava se stává průmyslovým centrem Habsburské monarchie. Spolu s okolními vesnicemi Hrušov, Muglinov, Michálkovice a Radvanice spadala administrativně do Slezska, tedy pod Opavu a to až do roku 1928, kdy byla země Slezská spojena s Moravskou v Moravskoslezskou s centrem v Brně.
Moravská Ostrava, Přívoz, Vítkovice, Mariánské Hory, Zábřeh nad Odrou, Nová Ves a Hrabůvka byly součástí země Moravské, spadající pod Brno.
- 1556: největší požár, zničeny téměř všechny domy na náměstí
- 1585: založení městského hřbitova na území dnešní Puchmajerovy ulice
- 1615: Ostrava přestává být odvolací instancí pro moravská města hukvaldského panství (Příbor, Brušperk, Frenštát), nadále tuto funkci ale plní pro slezská biskupská města Osoblahu, Ketř a Místek
- 1618–1648: třicetiletá válka, dánská (1626) a švédská (1642–1650) vojska
- 1625: morová epidemie, zemřelo asi 500 lidí, tedy téměř polovina obyvatelstva
- 1747: zřízena pošta
- 1763: objev uhlí (údolí Burňa)
- 1828: založení železáren (Rudolfova huť, pozdější Vítkovické železárny)
- 1831: povodeň zatopila Přívoz, moravskoostravská předměstí a Novou ves, následně město postihla epidemie cholery
- 1847: železniční spojení s Vídní a Krakovem (Severní dráha Ferdinandova)
- 1862: založen český spolek Občanská beseda
- 1868: získáno povolení k založení hlavní školy
- 1869: vybudována první plynárna; zřízen telegraf; postaveno nádraží Ostrava-střed
- 1870: vybudováno plynové osvětlení
- 1872: výstavba nového městského plynovodu
- 1877: založena nižší německá reálná škola
- 1879: stavba židovské synagogy
- 1880: velká povodeň na Odře a Ostravici, zaplaveno celé Podbeskydí
- 1883: zahájena stavba kostela Božského Spasitele
- 1884: zahájena stavba nemocnice na Fifejdách
- 1885: založena Matice ostravská
- 1889: dokončen kostel Božského Spasitele
- 1890: masivní hornická stávka související s prvními oslavami Svátku práce[1]; zřízena městská vodárna v Nové Vsi
- 1894: otevřen český Národní dům – středisko české kultury; zahájen provoz městské dopravy na trati Moravská Ostrava – Mariánské Hory
- 1895: otevřen Německý dům – středisko německé kultury; výstavba první elektrárny na Ostravsku
- 1897: první české reálné gymnázium
- 1898: otevřena veřejná knihovna a čítárna
- 1900: otevřen Polský dům – středisko polské kultury
- 1903: otevřen Dělnický dům ve Vítkovicích
- 1904: založení Průmyslového a živnostenského muzea
- 1906: postaven hotel Imperial
- 1907: postaveno městské divadlo (německá scéna), dnešní Divadlo Antonína Dvořáka
- 1913 (18. dubna): městská rada zakoupila pozemek pro stavbu Nové radnice
- 1914: postaven ocelový most přes Ostravici, dnešní Most Miloše Sýkory
- 1914–1918: první světová válka

## Ostrava za první republiky

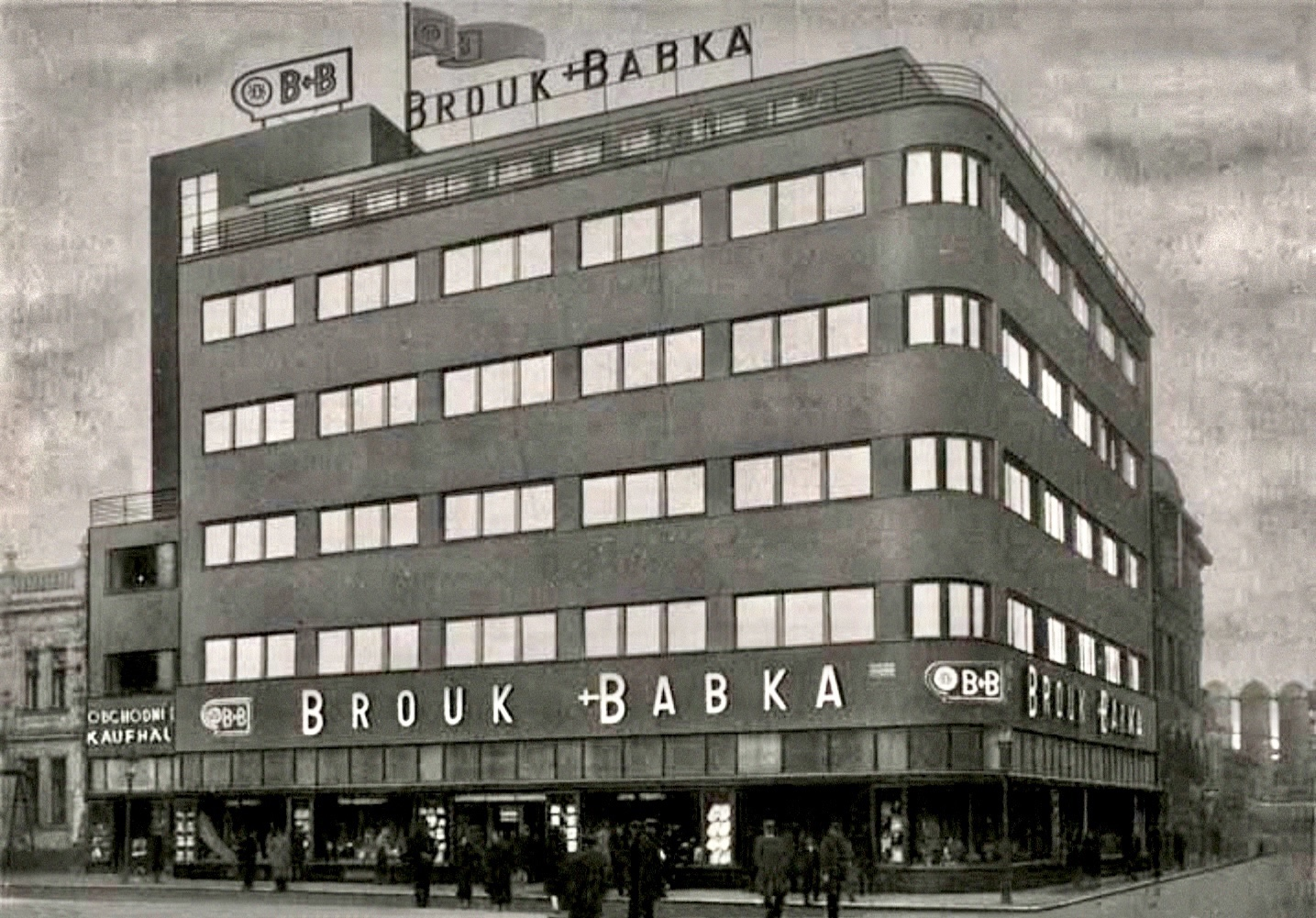
Obchodní dům firmy Brouk a Babka z roku 1928

Ve 20.–30. létech 20. století byly na území města postaveny obchodní domy (Bachner, Brouk a Babka…).
- 1919: založeno Národní divadlo moravskoslezské
- 1922: založení klubu SK Slezská Ostrava (dnes FC Baník Ostrava)
- 1923: vypsání soutěže na stavbu Nové radnice
- 1924 (29. ledna): vzniká Velká Ostrava
- 1926: otevřen Dům umění
- 1928: otevřen obchodní dům Brouk a Babka
- 1929: vznik ostravského studia Českého rozhlasu
- 1930: postavena Nová radnice
- 1929–1934: hospodářská krize

## Ostrava za protektorátu

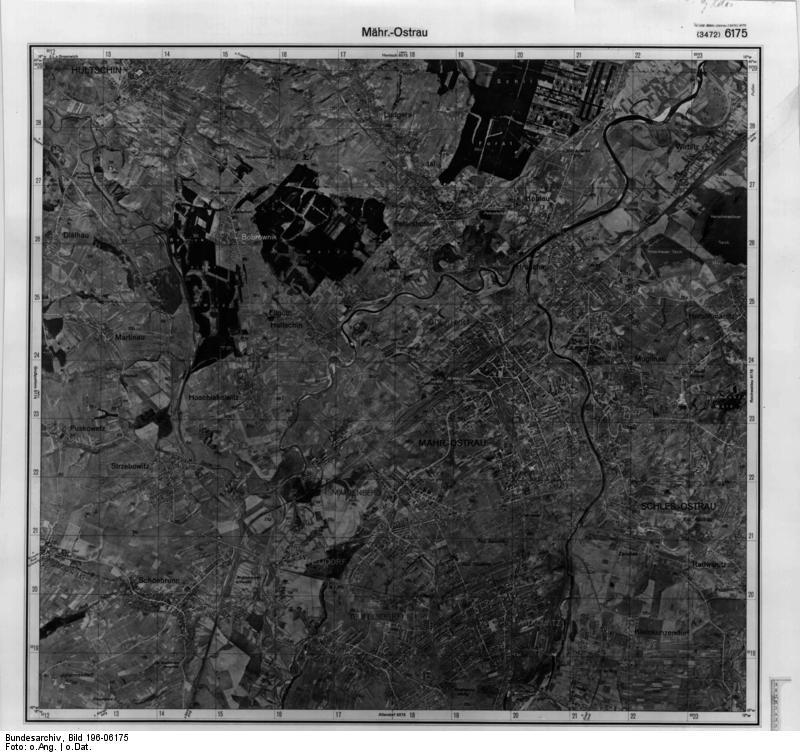
Letecký pohled na Moravskou Ostravu za protektorátu

Moravská Ostrava byla jako významné průmyslové centrum obsazena nacistickým Německem ještě dříve, než prezident Emil Hácha podepsal v Berlíně dohodu s Hitlerem. O významu města pro německý zbrojní průmysl svědčí i Hitlerova slova: „Jestliže vydáte Moravskou Ostravu, vydáte Německo! Moravskou Ostravu je nutno udržet stůj co stůj!“ Ostrava byla osvobozena v rámci Ostravské operace.
- 1939–1945: druhá světová válka
- 1939 (14. března): město obsazeno německým vojskem
- 1939 (13. června): hlavní ostravská synagoga vypálena
- 1939 (18. října): první transport Židů do „přeškolovacího“ tábora v Nisku nad Sanem
- 1941 (1. července): podle vládního nařízení č. 236/1941 Sb. z. a n. ze dne 29. května 1941 došlo k rozšíření území města Moravské Ostravy o 8 slezských a 4 moravské obce. Rozšířené město se stalo statutárním městem a jeho městský statut byl odvozen od moravského obecního zřízení.
- 1942: vrchní starosta Emil Beier vydal knihu Mährisch Ostrau
- 1944 (29. srpna): útok 15. bombardovací flotily USA na Ostravu, těžce poškozeno centrum města
- 1945 (30. dubna): osvobození města

## Ostrava v době poválečné

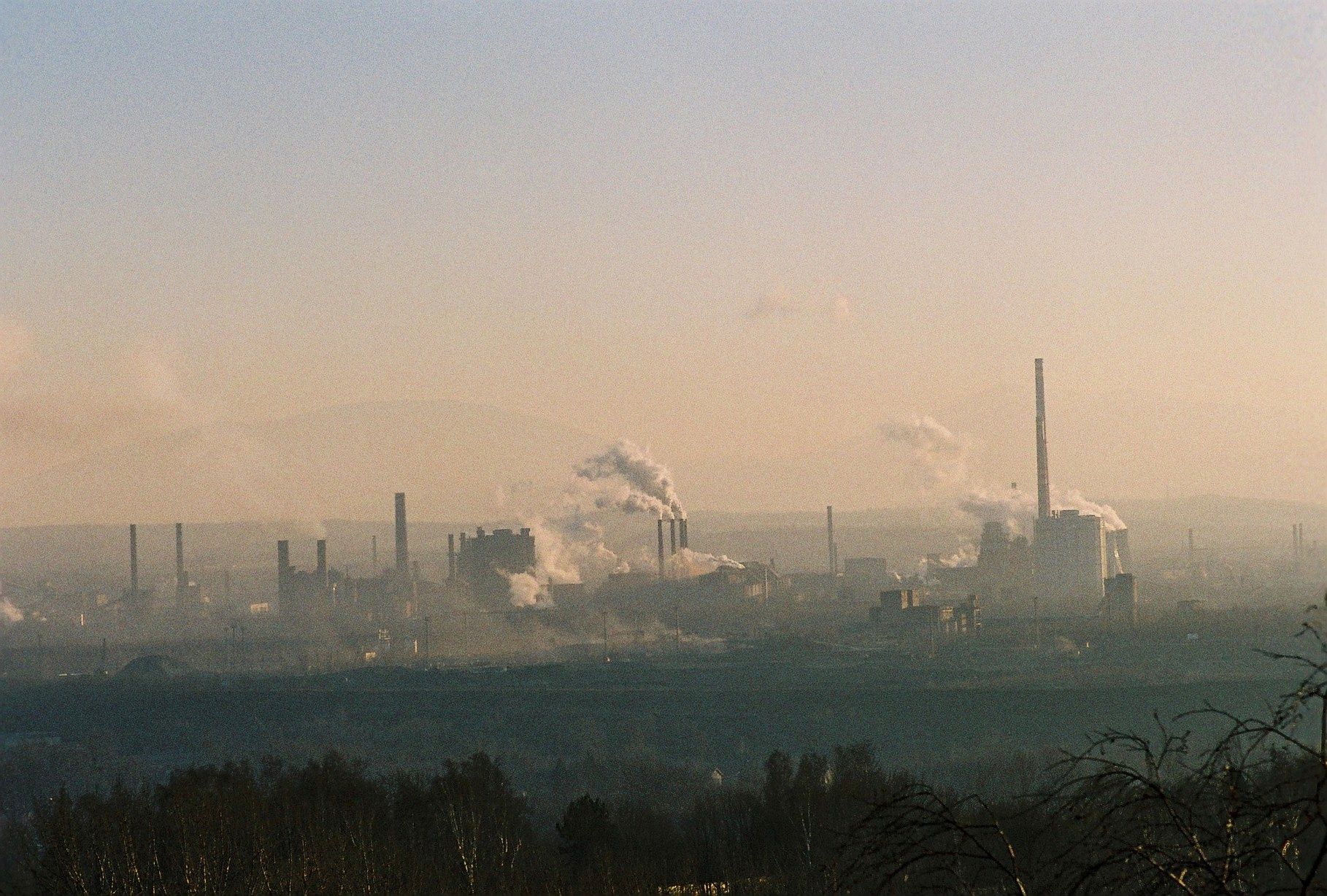
Nová huť

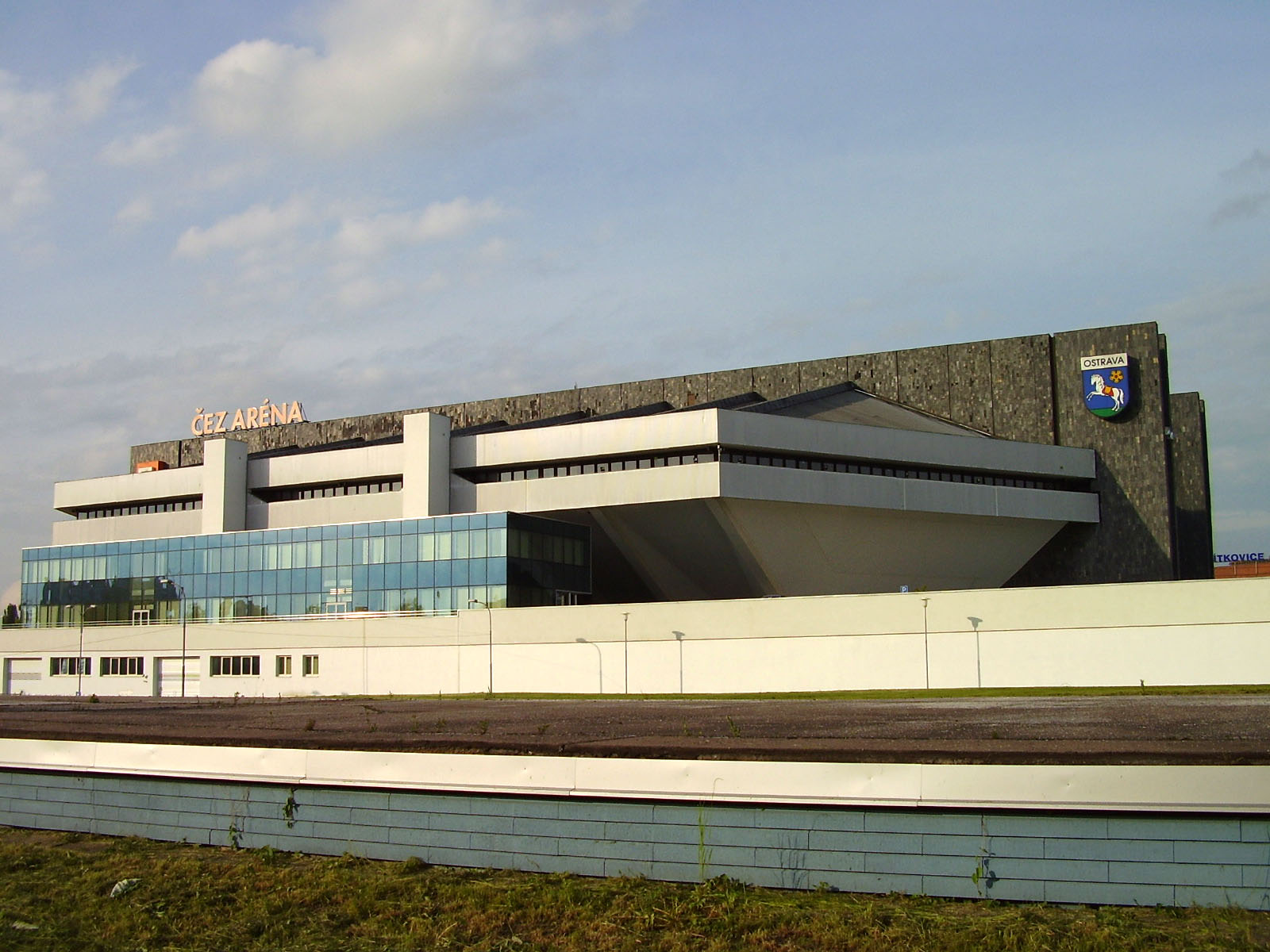
Palác kultury a sportu

Těsně po válce došlo opravám bytového fondu a městské infrastruktury. Během 50.–80. let 20. století došlo k obrovskému přílivu obyvatel a stavebnímu rozmachu města. Byla zahájena výstavba sídlišť v Hrabůvce, Zábřehu a Porubě. Nastal intenzivní rozmach těžkého průmyslu, především hutního. V šedesátých letech bylo vybudováno výstaviště Černá louka a pokračovala necitlivá asanace historického centra města. Za starosty Josefa Kempného pokračovala výstavba ostravských sídlišť a řešila se problematika možné těžby uhlí pod středem města. Po srpnu 1968 došlo k výstavbě sídlišť i na asanovaných plochách (např. Fifejdy). V 70. letech se primátor Eduard Foltýn podílel na tvorbě nového územního plánu; mj. prosadil výstavbu svinovských a frýdlantských mostů, obnovu komunikační sítě města a vybudování krajské nemocnice v Porubě. Stále však pokračovala necitlivá asanace centra města. Posledním předlistopadovým primátorem byl Bedřich Lipina, který rozšířil elektrárnu v Třebovicích a zahájil výstavbu ústřední čistírny odpadních vod v Přívoze a zpracovatelského závodu komunálních odpadů v Kunčicích. Informace o správním vývoji Ostravy naleznete v článku Správní a územní vývoj Ostravy.
- 1945: z Příbrami přesídlena Vysoká škola báňská
- 1946 (28. června): Moravská Ostrava se výnosem ministerstva vnitra číslo 1522/1946 Ú. l. I přejmenovává na Ostravu, později potvrzeno vyhláškou č. 123/1947 Sb.[2]
- 1949–1951: výstavba Nové huti
- 1950 (13.–14. března): likvidace klášterů na území města a deportace řeholníků a řeholnic
- 1951: otevřena zoologická zahrada; založeno Divadlo hudby; založena Státní vědecká knihovna
- 1953: založena Vyšší hudebně pedagogická škola v Ostravě, od roku 1959 konzervatoř, roku 1996 propůjčen název Janáčkova konzervatoř
- 1953: založeno Divadlo loutek
- 1954: vznik Janáčkovy filharmonie Ostrava z rozhlasového orchestru
- 1955 (31. prosince): ostravské studio České televize vstupuje do vysílání jako druhé televizní studio v České republice
- 1959: z Opavy přesídlena Vyšší pedagogická škola, vznikl Pedagogický institut, dále se však vyučovalo v Opavě, od roku 1964 Pedagogická fakulta, od roku 1991 Ostravská univerzita; otevřeno letiště Ostrava-Mošnov
- 1961: otevřen Dům kultury Vítkovice, dnešní Dům kultury města Ostravy
- 1976: dokončena integrace obcí, s Moravskou Ostravou bylo od roku 1924 spojeno celkem 33 obcí
- 1986: otevřen Palác kultury a sportu (dnešní Ostravar Aréna)
- 1989 (17. listopadu): sametová revoluce, konec megalomanského rozvoje Ostravy

## Ostrava po sametové revoluci

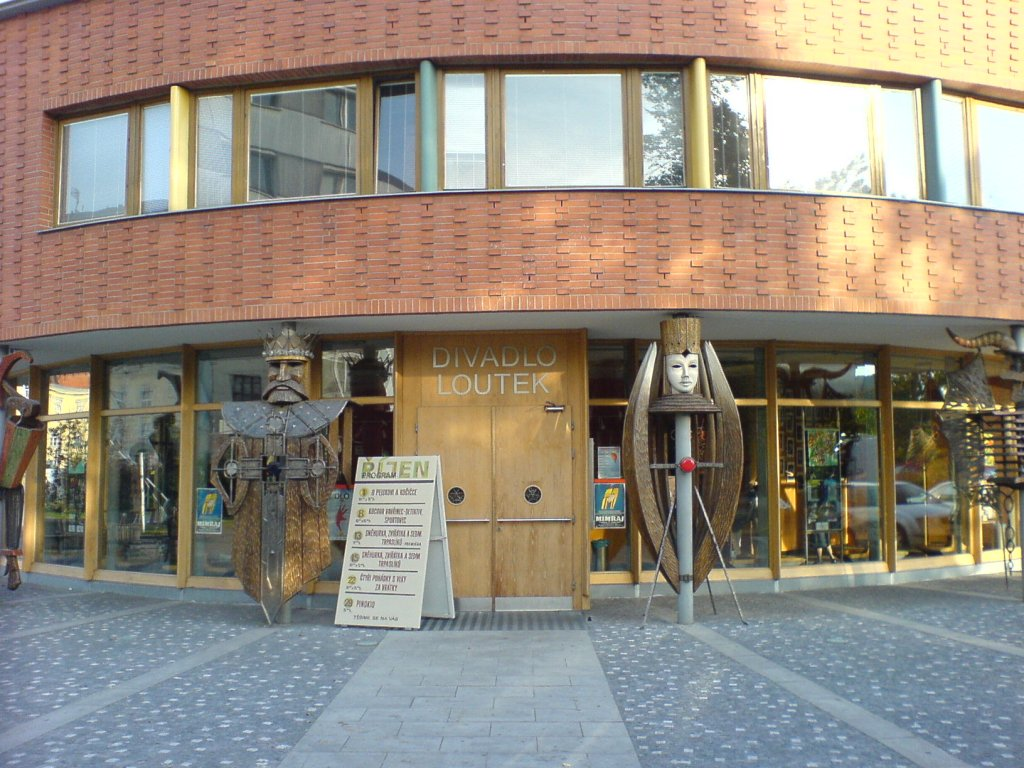
Divadlo loutek

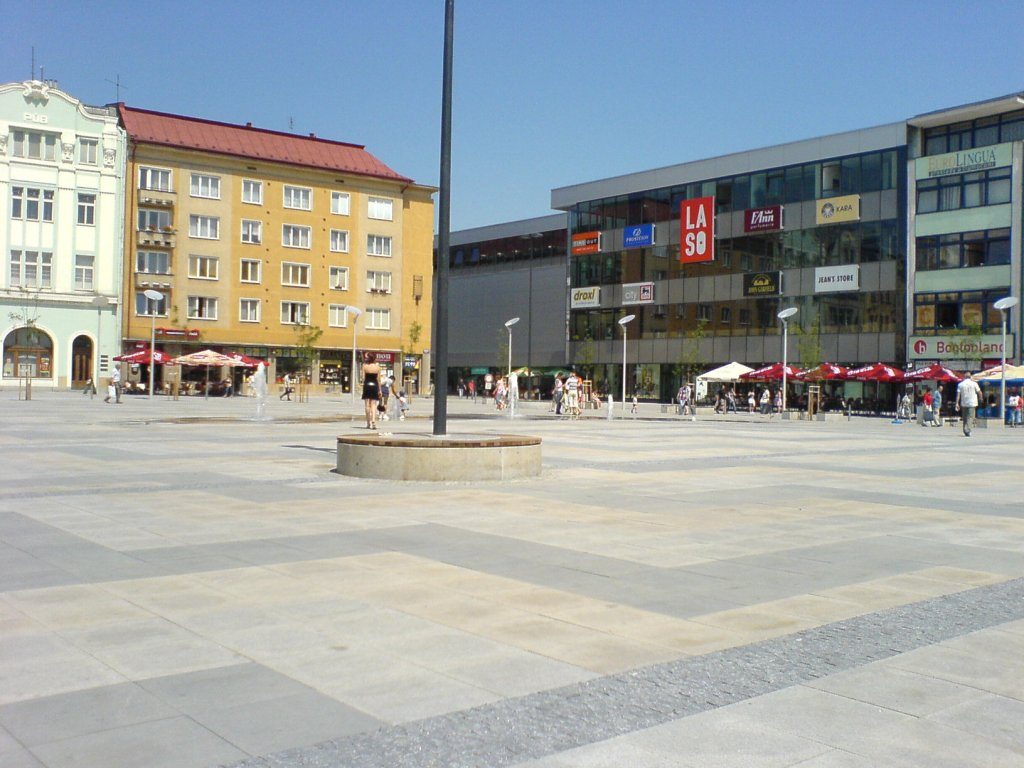
Masarykovo náměstí

Po sametové revoluci navázala Ostrava standardní vztahy s jinými městy tuzemskými i zahraničními. Vznikla Ostravská univerzita, byly založeny pobočky Alliance Francaise a British Council. Ostrava se také zapojila do mezinárodní spolupráce regionů v rámci programu Ouverture. Primátor Evžen Tošenovský se významně angažoval na realizaci Centra tísňového volání, ojedinělého projektu na území České republiky. Kladně bylo hodnoceno jeho pracovní i osobní nasazení během povodně v roce 1997. Bylo postaveno Divadlo loutek a rekonstruováno Divadlo Antonína Dvořáka. Realizována byla také výstavba nové čtyřproudé komunikace ve Vítkovicích, rekonstrukce ulice Poděbradova, výstavba podzemního kolektoru v centru města a rekonstrukce tramvajové vozovny v Křivé ulici.
- 1991: 89% obyvatel se přihlásilo k české národnosti, Ostrava jedna z mála měst na Moravě, kde se naprostá většina obyvatel v devadeátých letech považovala za Čechy
- 1992: založení Kolegia primátorů statutárních měst
- 1993: založení Sdružení obcí Horního Slezska a severní Moravy; založení Agentury pro regionální rozvoj
- 1996 (30. května): vznik ostravsko-opavské diecéze bulou Ad Christifidelium spirituali
- 1994 (30. června): poslední vytěžené uhlí na území Ostravy
- 1996 (1. září): nové sídlo ostravsko-opavského biskupství
- 1997 (7.–9. července): stopadesátiletá povodeň na Odře, Opavě a Ostravici, zaplavena většina níže položených částí Ostravy
- 1998 (27. září): po 162 letech ukončena výroba železa ve Vítkovicích
- 2000: vznik Ostravského (od roku 2001 Moravskoslezského) kraje se sídlem v Ostravě
- 2007 (1. ledna): do okresu Ostrava-město začleněno dalších 12 obcí (Čavisov, Dolní Lhota, Horní Lhota a Velká Polom z okresu Opava, Klimkovice, Olbramice, Vřesina a Zbyslavice z okresu Nový Jičín a Stará Ves nad Ondřejnicí, Šenov, Václavovice a Vratimov z okresu Frýdek-Místek)
- 2007 (14. ledna): herec Vin Diesel natáčel v Ostravě scény z filmu Babylon A.D.
- 2007 (1. června): dokončena rekonstrukce Masarykova náměstí
- 2009: Ostrava napojena na dálniční síť
- 2012: dokončení I. fáze revitalizace Dolní oblasti Vítkovic a nového centra města
- 2014: otevření památkového objektu Trojhalí po rekonstrukci, kolejové napojení letiště Leoše Janáčka